# Un ojo de vidrio. Memorias de un esqueleto
Un ojo de vidrio. Memorias de un esqueleto (en gallego: Un ollo de vidro. Memorias dun esquelete) es un texto en prosa escrito por Castelao y publicado en 1922 por la Editorial Céltiga, de Ferrol. Consta de una serie de secuencias narrativas que consiguen unidad estructural gracias a ser producto de una conversación entre un narrador, el esqueleto, que recuerda secuencias de su vida pasada, y dos paranarradores, colegas de cementerio.

## Características
El género memorialístico asociado a la temática del otro lado constituye un punto de partida paradójico pues normalmente las memorias son crónicas de un periplo vital, mientras que aquí, al ser un esqueleto el protagonista, las memorias recogen las peripecias de una existencia más allá de la muerte. Castelao, en el prólogo, se dirige al lector e indica cómo encontró las memorias del esqueleto: el sepulturero le facilita las "memorias", escritas con un garabullo en trozos de periódico y papeles de fumar. El hallazgo del relato manuscrito es resultado de la óptica de un ojo de vidrio de una calavera, pues el narrador, el esqueleto, transcribe lo que puede contemplar con el ojo de vidrio que le fue puesto en vida. El humorismo es un recurso esencial del tratamiento del tema. Mediante el humor, Castelao revela el cierne de los asuntos tratados, a ultranza al simplemente anecdótico. De este modo descubre los aspectos más inesperados pero al tiempo los más auténticos que agachan el comportamiento de sus personajes. Para conseguir el humor, se sirve de la técnica del contraste entre la risa y el dolor y acerca un mundo oscuro y ruin, de suerte que provoca hilaridad sin ser ajeno a temas habituales en Castelao, como la defensa de la lengua gallega, la emigración o la crítica social, de carácter anticaciquil.

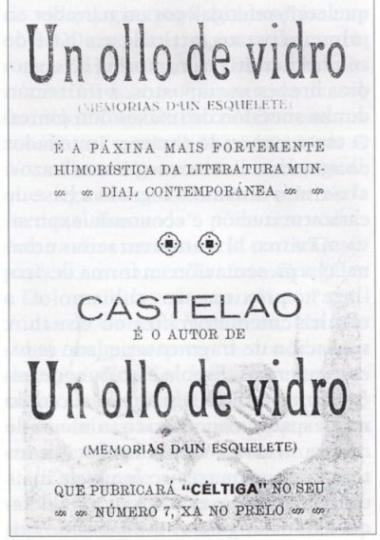
Anuncio publicitario de la época: Un ojo de vidrio, memorias d·uno esquelete, es la página más fuertemente humorística de la literatura mundial contemporánea. Castelao es el autor de Un ojo de vidrio (memorias d·un esquelete) que pubricará "Céltiga" en su número 7, sha en el prelo.

En esta obra se observa ya una estructura narrativa semejante a la de Los dos de siempre:
- El sintetismo en la narración ("nací, crecí... y un buen día me enfermó un ojo"), provocado por la expresión cuidada y trabajada que busca la sencillez y claridad. Parece una prosa que surge sin esfuerzo, pero que resulta altamente expresiva.
- Se nos presentan pequeñas historias que se van sumando unas a otras y que tienen como hilo conductor a los personajes. Estos aparecen caricaturizados mediante la ser caracterizados esquemáticamente con pinceladas impresionistas que contrastan con el realismo expresionista de algunos momentos de la narración.

## Ediciones
Castelao rehízo en esta narración un texto con el que comenzaba su conferencia "Humorismo. Dibuxo humorístico. Caricatura", dictada en marzo de 1920 en la Coruña (y ya publicada n'Nuestra Tierra el 31 de marzo de 1920, con motivo de la exposición del álbum Nosotros), por lo que si puede considerar que recoge en prosa literaria lo que él entendía por humorismo.
Un ojo de vidrio fue el número 7 de la colección Céltiga de novelas breves, y fue impreso con una portada diseñada lo pones propio Castelao y seis litografías. También dibujó el cartel publicitario.
En 1961, la Real Academia Gallega publicó el original que se conserva en esa institución.
Desde 1994, Galaxia edita el texto conjuntamente con el de otra obra del incluso autor, Retazos, bajo el título Retazos. Un ojo de vidrio.

## Traducciones
- Al éuscaro por Koldo Izaguirre Urreaga con el título de Kristalezco begia publicado en 1976 por Luis Aramburu, Col. Kriselu.[2]

- Al castellano por Miguel Hernández Sola con el título de Un ojo de vidrio publicado en 2001 por Trama Editorial, Col.[3] Ancho Recurrido.[4]

- Al francés por Vincent Ozanam con el título de Un œil de verre. Mémoires d'un squelette, y publicado por Lees Foundiers de Briques en 2011.[5][6]